# Pumpenhaus Untere Herbringhauser Talsperre

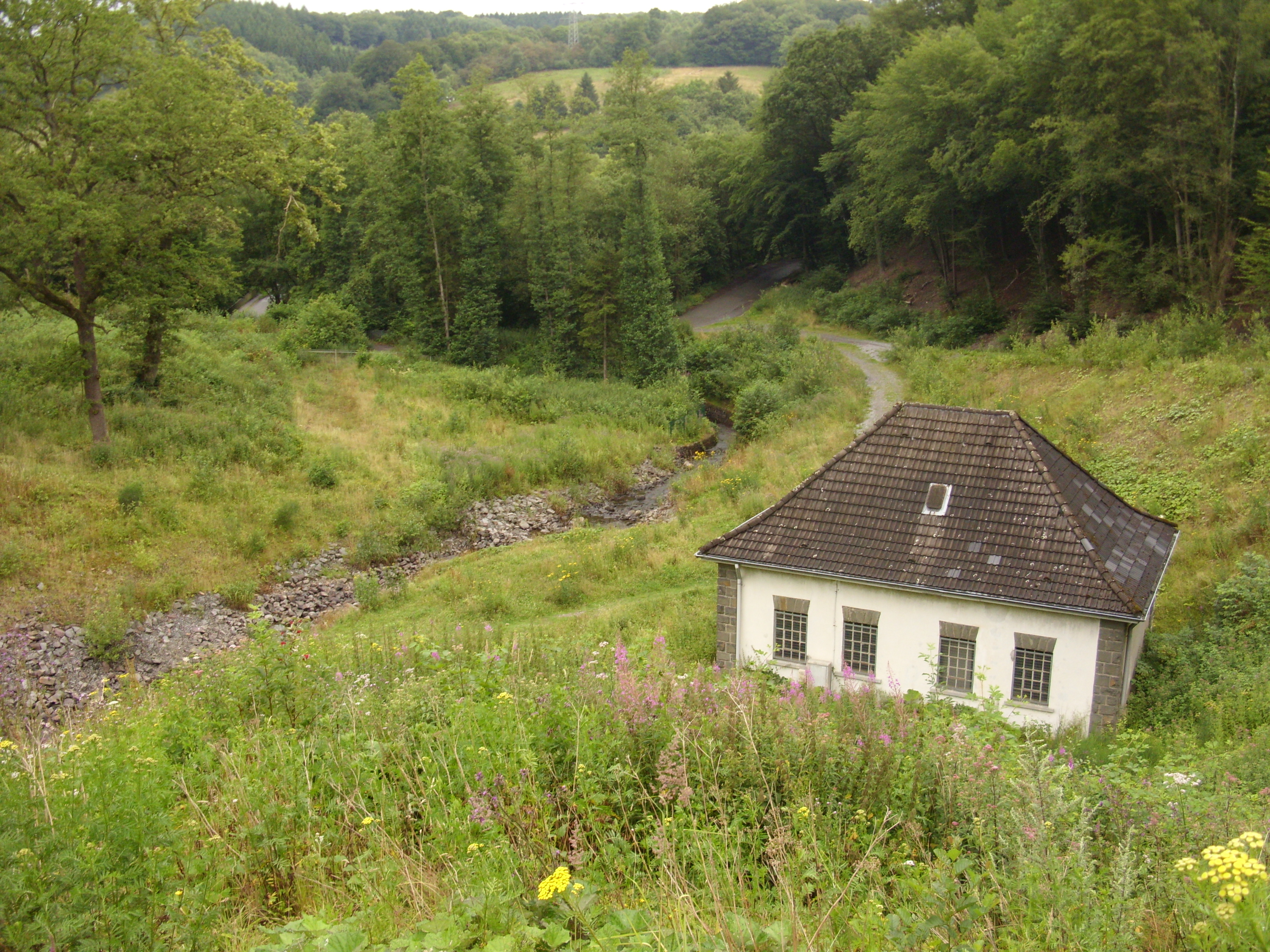
Das Pumpenhaus

Das Pumpenhaus Untere Herbringhauser Talsperre, postalische Anschrift Theodor-Schröder-Weg 10, ist ein denkmalgeschütztes Pumpwerk im Wuppertaler Wohnquartier Beyenburg-Mitte des Stadtbezirks Langerfeld-Beyenburg.
Das Pumpenhaus wurde in den 1920/30er Jahren unterhalb des Staudamms der Unteren Herbringhauser Talsperre errichtet und diente dazu, das aufgestaute Trinkwasser bei Bedarf aus der Unteren in die Obere Herbringhauser Talsperre zu pumpen.
Noch vor der Auflassung der Unteren Herbringhauser Talsperre und Abbruch des Staudamms 2006 wurde das Pumpenhaus mit seinen technischen Einrichtungen am 22. November 2004 als Baudenkmal unter Schutz gestellt. Außerdem gehören zum Denkmal der erhalten gebliebene Überlauf mit Bruchsteinmauerwerk und 8-stufiger Kaskade auf der nordöstl. Seite der ehem. Talsperre, unterhalb die Beckenanlage mit Messwehr und Zulauf zu Wupper sowie östl. eine kreisförmige Brunnenanlage.
Das Pumpenhaus ging 2013 in Privatbesitz über und wurde zu einem Restaurant / Cafe umgebaut.

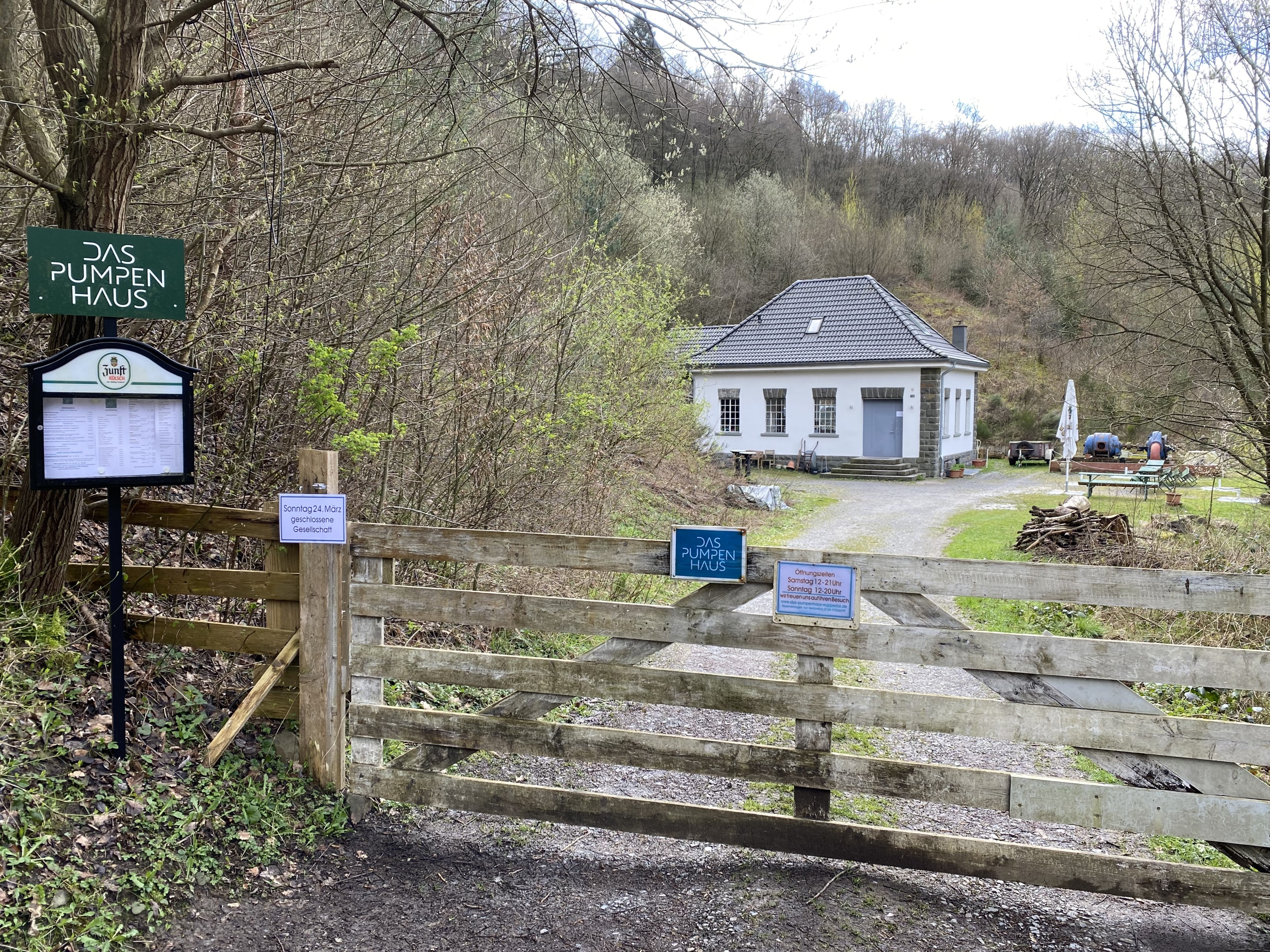
Restaurant Pumpenhaus (März 2024)
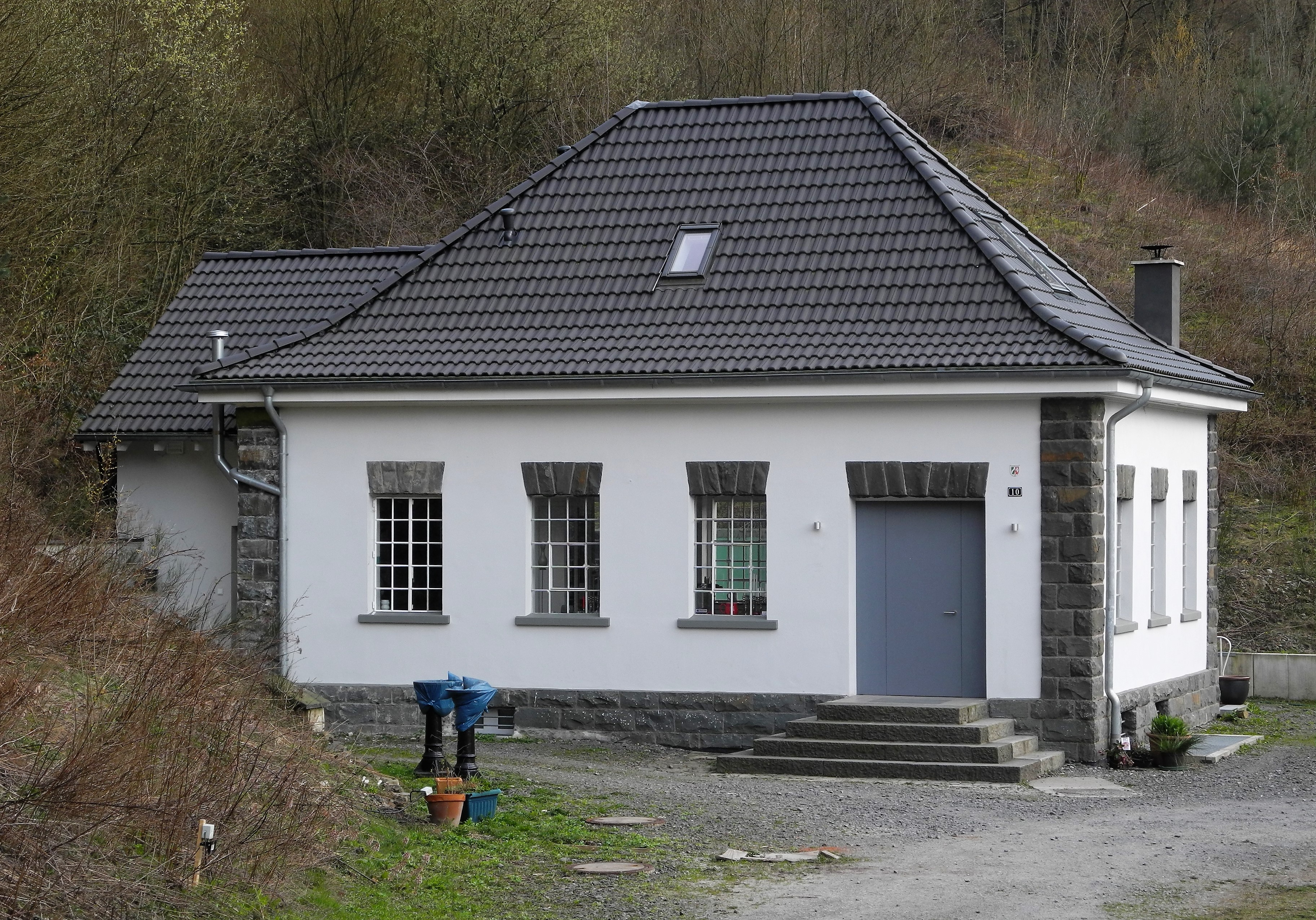
Das renovierte Pumpenhaus (2020)
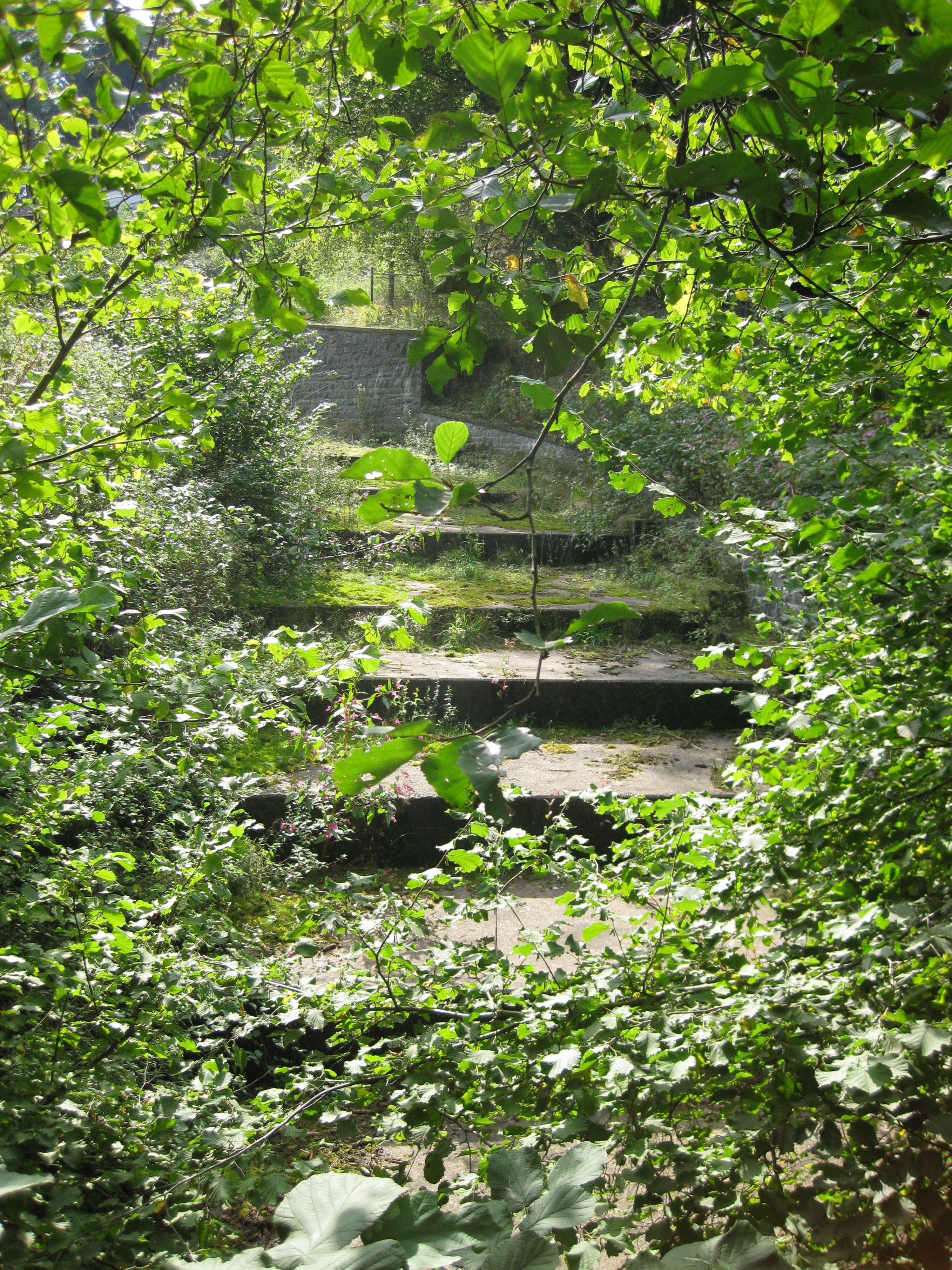
Überlauf / Kaskade